# (500287) 2012 PQ23
(500287) 2012 PQ23 es un asteroide perteneciente al cinturón de asteroides, descubierto el 29 de mayo de 2012 por el equipo del Mount Lemmon Survey desde el Observatorio del Monte Lemmon, Arizona, Estados Unidos.

## Designación y nombre
Designado provisionalmente como 2012 PQ23.

## Características orbitales
2012 PQ23 está situado a una distancia media del Sol de 2,770 ua, pudiendo alejarse hasta 3,240 ua y acercarse hasta 2,299 ua. Su excentricidad es 0,169 y la inclinación orbital 22,27 grados. Emplea 1684,22 días en completar una órbita alrededor del Sol.

## Características físicas
La magnitud absoluta de 2012 PQ23 es 16,6.